# Escola Catalana
Escola Catalana és una revista en català, editada per Òmnium Cultural, que vol crear debat i fer reflexionar sobre temes educatius, socials i culturals més rellevants del nostre temps. I, amb el propòsit de contribuir a formar opinió entre el professorat i actualitzar-ne la visió des de noves perspectives epistemològiques, compta amb col·laboracions de professionals destacats en cadascun dels àmbits.
La revista presenta monogràfics amb voluntat interdisciplinària, articles de reflexió i experiències didàctiques, entrevistes i tot un seguit de seccions fixes que han esdevingut de referència. És mensual i arriba a les escoles de primària i secundària i a nombrosos subscriptors de tot el territori lingüístic.

## Història
Escola Catalana arrenca al desembre de 1965 quan la seu d'Òmnium Cultural estava clausurada per la dictadura. Amb Joan Triadú al capdavant, es crea la Comissió d'Ensenyament (dos anys més tard, Delegació d'Ensenyament Català (DEC)) que decidirà elaborar una publicació adreçada als professors de català. El primer número, sota la forma de carta per evitar la censura, contenia notes lingüístiques i d'informació general. L'any 1971, la revista rep el nom de "Butlletí interior dels Seminaris d'Ensenyament de Català". Aquesta primera etapa dura fins a setembre del 1976, en què es converteix en una publicació impresa. En aquesta època Miquel i Planes se'n fa càrrec de la redacció. Durant aquest període, des de molts camps, s'havia anat creant un estat d'opinió a favor de les classes de català. Les sol·licituds d'ensenyament del català es multipliquen. El 1972, la DEC organitza un pla d'actuació que va comportar l'entrada del català dins l'horari escolar. El procés s'endega precisament a la perifèria de Barcelona en les zones on es parla més el castellà. Un grup de coordinadors, amb en Joaquim Arenas al capdavant, s'encarreguen dels contactes amb els ajuntaments, i sobretot, fan visites a les escoles per convèncer directors, mestres i pares de la necessitat de l'ensenyament del català. La DEC proporciona professorat, prepara els horaris i assessora pedagògicament, a través de l'Equip Pedagògic format per Joaquim Arenas, Ernest Sabater, Enric Larreula, Josep Pascual i Carme Alcoverro. La revista difondrà experiències i fitxes didàctiques, donarà a conèixer els pocs llibres i materials útils existents per a l'ensenyament i contribuirà a la difusió de la necessitat i la possibilitat no només d'ensenyament del català sinó en català. Entès aquest ensenyament amb el lema: "escola catalana en llengua, continguts i actitud", igual per a tothom, independentment de la llengua familiar; el que més tard s'anomenaria immersió lingüística. Una idea que d'ençà de la llei de normalització de 1983 es va estendre a tot Catalunya, amb l'impuls del SEDEC (Servei d'Ensenyament Català).
L'octubre de 1976 apareix el primer número imprès del "Butlletí" amb el subtítol: Escola Catalana. Es tractava segons Ernest Sabater (redactor en cap de la revista, i després director fins al febrer de 1990), de trencar els cercles dels incondicionals, i de disposar d'un element de difusió, per al gruix del professorat dels centres docents, de material pràctic, informacions, comentaris i textos ideològics orientats a la catalanització de l'escola. Molts professors es comuniquen a través de la revista, i el número de maig-juny-juliol de 1978, que després es reeditarà ampliat en el llibre "Escola catalana ahir i avui", proposa les línies de futur no exemptes de polèmica. L'abril de 1985 la revista adopta el nom d'Escola Catalana, la qualitat i la varietat n'augmenta, com també la tirada. Augmenta, també la presència de temàtiques relacionades amb la pedagogia i la didàctica.
A partir del 1990, Carme Alcoverro assumeix la direcció i junt amb el consell de redacció actual, la revista va canviant amb l'oferta de monogràfics, amb voluntat interdisciplinària, entrevistes i diverses seccions de referència, amb les fotografies de Marc Vila, els dibuixos de Dani Hernández, l'humor de Joma, i el disseny gràfic de Jordi Artigas i Jaume Carrera, que ha anat variant fins al maquetació actual, que harmonitza amb la imatge actual d'Òmnium Cultural.
L'any 2005 la revista celebra els seus 40 anys i rep el Premi Extraordinari Catalunya d'Educació atorgat pel Departament d'Educació de la Generalitat de Catalunya, en reconeixement de la tasca desenvolupada durant tots aquests anys.
La revista manté relacions amb la Federació d'Escola Valenciana, amb les Escoles Mallorquines, amb les Bressoles, mitjançant articles i trameses d'alguns números, com també amb el Premis Baldiri Reixac on participa des dels seus inicis. I am aquesta voluntat de projecció, per tercer curs consecutiu, duu a terme el projecte Escoles en Xarxa, juntament amb Vilaweb, i amb l'ajut del Departament d'Educació, que mitjançant l'ús de les tecnologies de la informació, posa en contacte alumnes i professorat de tota la comunitat lingüística catalana, bo i contribuint a la creació d'un espai en xarxa dins del món educatiu dels Països Catalans. Una xarxa en català que va teixint vincles culturals i afectius. Tanmateix, en 2013 Òmnium Cultural anuncià que deixava de publicar la revista per problemes econòmics.

## Equip d'Escola Catalana
La revista gaudia del següent equip de personal de redacció així com una gran quantitat de col·laboradors fixos i esporàdics.
- Director: Joan Badia
- Consell de Redacció: Susanna Arànega, Rosa Boixaderas, Amaya Saura, Montse Torra, Anna Jolonch, Pere Martí i Bertran i Sònia Llinàs
- Redactora: Sandra Balagué
- Coordinadora: Gisela Muñoz